# Oospila aphenges
Oospila aphenges är en fjärilsart som beskrevs av Louis Beethoven Prout 1932. Oospila aphenges ingår i släktet Oospila och familjen mätare. Inga underarter finns listade i Catalogue of Life.